# 이서현 (가수)
이서현(본명 : 이종현, 1979년 9월 16일 ~ 2008년 12월 1일) 은 그룹 엠스트리트의 리더였다. 2008년 12월 1일 노끈으로 목을 매 자살했는데, 측근들에 의하면 주식투자 실패가 원인이라고 한다.

## 작품

### 정규음반
- Boy`s Story In The City(2004)

### 싱글
- Start (2005)
- Together (디지털 싱글) (2006)
- Tension (2007)
- 노을의 선물 (2008)